# La ilusión viaja en tranvía
La ilusión viaja en tranvía és una pel·lícula mexicana de 1953, dirigida per Luis Buñuel, on narra en clau de comèdia els diferents avatars que succeeixen en un viatge en tramvia per la Ciutat de Mèxic.

## Argument
Juan Godínez El Caireles (Carlos Navarro) i Tobías Hernández El Tarrajas (Fernando Soto «Mantega») reparen amb antelació el tramvia 133, però la seva felicitat s'esfondra quan són assabentats que l'esmentat tramvia, en el qual s'han passat mitja vida treballant, serà retirat del servei i anirà a la desferra, i amb això probablement la seva feina.

## Repartiment
- Lilia Prado (Lupita)
- Carlos Navarro (Juan Godínez Caireles)
- Fernando Soto (Tobías Hernández Tarrajas)
- Agustín Isunza (Papà Pinillos)
- Miguel Manzano (Don Manuel)
- Guillermo Bravo Sosa (Braulio el velador)
- José Pidal (El professor)
- Felipe Montoya (Mecànic)
- Javier de la Parra (Cap de trànsit)
- Paz Villegas (Doña Mechitas)
- Conchita Gentil Arcos (Passatgera)
- Diana Ochoa (Mestra de l'internat)
- Víctor Alcocer (Acaparador de blat de moro)
- Roberto Meyer (Don Arcadio)
- Leonor Gómez (Passatgera)
- Victorio Blanco (Passatger) (no surt als crèdits)
- José Chávez (Agent de trànsit) (no surt als crèdits)

## Comentaris
L'argument original va ser obra de Mauricio de la Serna; i encara que considerada una obra menor de Luis Buñuel, la frescor d'aquesta cinta, enfortida pels magnífics i espurnejants diàlegs de barri que anar a càrrec dels escriptors José Revueltas i Juan de la Cabada, així com del llavors guionista Luis Alcoriza, manté la seva vigència a Mèxic: l'acaparament de grans, les contradiccions del capitalisme, les inamovibles pastores nadalenques als barris de la ciutat de Mèxic, la renovació immisericorde dels mitjans de transport, les supersticions, la defensa a ultrança de les imatges cristianes, etc.

A La ilusión viaja en tranvía, l'inversemblant irromp constantment en la vida dels personatges, sense que condueixi a l'alteració definitiva dels seus destins. El trajecte que segueix el tramvia és ple d'incidents divertits i insòlits que Buñuel sempre va considerar naturals en el context mexicà. Al llibre Prohíbido asomarse a l'interior, de José de la Colina i Tomás Pérez Turrent, el cineasta diu:
| « | Vostès saben que als vehicles públics a Mèxic és possible, o ho era en aquella època, trobar gent que portés caixes de fruita, o “guajolotes” vius, en resum: les coses més increïbles, i per això se'm va ocórrer que al tramvia viatgessin els obrers del Rastre amb els quarts de cap de bestiar, i les velles beates amb la imatge d'un sant. | » |
| — José de la Colina i Tomás Pérez Turrent. Prohibit abocar-se a l'interior. Entrevistas con Luis Buñuel acerca de su filmografía. Buñuel por Buñuel (Madrid: Plot Ediciones, S. A., 1993. ISBN 84-86702-20-8). | |   |

Malgrat la simplicitat del film, la poesia i el surrealisme del cineasta, magnífic creador d'imatges inquietants, no deixa de ser present en diverses escenes: la versió de la caiguda de Satanàs i del pecat original en la pastorel·la; el mateix Satanàs disparant-li a l'Esperit Sant; el Tarrajas que representa un càndid Adán que s'assembla a Satanàs i no a Déu. Eva calçant sabates de taló; el cap d'un porc penjant del passamà del tramvia; l'escena en la qual un carnisser ofereix en agraïment a Lupita els cervells d'un porc; el Crist de la columna ensangonat; les cames d'una actriu a qui un Lorenzana observa des del tramvia; l'avenç de Lupita en contrasentit d'un ramat d'ovelles. També són dignes de menció insòlites frases com la del cap de trànsit al Tarrajas i al Caireles en reparar el tramvia abans de temps:
... I cap de vostès no oblidi que l'excés pot ser perjudicial en tot..., fins i tot en l'eficiència ; la del professor a Lupita quan els dos amics abandonin la pastorel·la Això passa per donar-li el paper de Déu a qualsevol; la gràcia popular de Lupita al velador Ja em maliciaba que era pur invent d'ells... de pur entremaliats ; o la de Tarrajas quan li suplica un burgès i una nord-americana Millor no pagui!  i No pagui, miss! . Caldria agregar la lliçó sobre la inflació que el professor i director de l'obra de la pastorel·la li dona a Braulio, el velador. Al film també es poden localitzar els pilars de les cintes de Buñuel: la religió, l'erotisme, la política. També es planteja l'essència funcional de la vàlua amb els tres personatges principals i el velador, i la denostació als delators, típica de Buñuel.
A causa de la varietat de temàtiques de La ilusión viaja en tranvia, la cinta sol formar part dels cineclubs universitaris a tot el món, junt amb altres cintes estrangeres considerades Cinema com a instrument de la poesia.
La cinta va constituir l'última participació de Lilia Prado amb Luis Buñuel; anteriorment havien treballat a Subida al cielo i Abismos de pasión. És famós el fotograma de la pel·lícula en el qual Lupita (Lilia Prado), aborda el tramvia mostrant part de la seva cuixa, davant de les mirades de Caireles i Tarrajas, que en la seva època va causar certa sensació i ara és freqüent trobar-lo tant en cantines com en exposicions del cinema mexicà i de la Ciutat de Mèxic.

A Subida al cielo Lilia Prado va realitzar una escena similar, en aquella ocasió pujant a un autobús; tanmateix, la similitud va més enllà de l'argumental:
| « | És cert que en ambdues pel·lícules hi apareix Lilia Prado fent el mateix gest de pujar al transport, amb un peu en l'estrep i la faldilla a mitja cuixa -dice Buñuel. Reconec que aquí es tracta d'alguna cosa molt meva, de la meva joventut i de la de qualsevol de la meva generació. Quan les dones, amb aquelles faldilles llargues, pujaven al tramvia, les miràvem, a veure si ensenyaven una mica de panxell. Clar, en les dues pel·lícules la faldilla és més curta, i per força Lilia mostra una mica de les cuixes. Són gestos que es graven Colina, José de la y Tomás Pérez Turrent. Prohibido asomarse a l'interior. Entrevistas con Luis Buñuel acerca de su filmografía. Publicat amb el títol de Buñuel por Buñuel (Madrid: Plot Ediciones, S. A., 1993. ISBN 84-86702-20-8). | » |

Aquest film seria un dels pocs dels que Buñuel no es queixaria, o pel retall de pressupost, per vagues del sindicat o per la qualitat dels actors a Mèxic (altres excepcions van ser Nazarín i Ensayo de un crimen), i ocupa el lloc 95 a la llista de 100 millors pel·lícules del cinema mexicà, segons l'opinió de 25 crítics i especialistes del cinema a Mèxic, publicada per la revista Somos el juliol de 1994.